# Tiếng vĩ cầm ở Mỹ Lai
Tiếng vĩ cầm ở Mỹ Lai (tiếng Anh: The Sound of the Violin in My Lai) là một bộ phim tài liệu Việt Nam sản xuất bởi Hãng phim Tài liệu và Khoa học Trung ương, do Trần Văn Thủy biên kịch kiêm đạo diễn. Phim công chiếu lần đầu vào năm 1998 và đã đoạt các giải thưởng lớn tại Liên hoan Phim châu Á-Thái Bình Dương năm 1999 và Liên hoan phim Việt Nam lần thứ 12.

## Nội dung
Bộ phim nói về vụ thảm sát xảy ra tại Sơn Mỹ, Quảng Ngãi vào buổi sáng ngày 16 tháng 3 năm 1968, khi quân đội Mỹ giết chết 504 dân thường chỉ trong bốn giờ đồng hồ. Khoảng 30 năm sau cuộc sát hại đẫm máu, những người Mỹ từng trực tiếp hay gián tiếp tham gia vào sự kiện đã trở lại Việt Nam để chữa lành vết thương chiến tranh và hàn gắn mối quan hệ giữa người dân hai nước Việt – Mỹ. Trong số này có Mike Boehm. Dù không tham gia vào sự việc nhưng ông rất tức giận với tội ác của quân đội Hoa Kỳ và vì thế đã về Việt Nam mỗi năm một lần để chơi vĩ cầm, cho những cư dân hiện tại và cho cả những người đã khuất. Bên cạnh đó, hai cựu chiến binh người Mỹ là Hugh Thompson và Larry Colburn – từng có mặt, cứu giúp những em bé trong thảm sát ấy – cũng thực hiện một chuyến trở về để bày tỏ sự hối hận và cùng hướng tới tương lai tốt đẹp hơn.

## Phát triển và sản xuất
Nhân tưởng niệm 30 năm ngày xảy ra thảm sát 16 tháng 3 năm 1968 – 16 tháng 3 năm 1998, Đại sứ Mỹ tại Việt Nam Pete Peterson và Tổng thống Bill Clinton đã lên tiếng xin lỗi nhân dân Việt Nam về thảm sát tại Mỹ Lai. Trước thềm sự kiện trên, Trần Văn Thủy nảy ý định làm một bộ phim tài liệu về vụ thảm sát, nhưng lúc đó ý tưởng và đề cương cho phim vẫn còn mơ hồ, chưa rõ ràng. Nhờ sự hỗ trợ của giám đốc Hãng phim Tài liệu Trung ương cùng phó giám đốc là Nguyễn Văn Nhân và Lê Mạnh Thích, ông đã quyết định bắt tay vào dự án.
Thông qua báo chí, Trần Văn Thủy biết sự kiện hai cựu binh Hugh Thompson và Larry Colburn sắp về Việt Nam. Cũng cùng lúc đó, ông có cơ may gặp được một cựu binh khác tên Mike Boehm. Khi biết câu chuyện của Mike Boehm, một lính Mỹ từng hoạt động trong chiến tranh Việt Nam, đã trở lại Việt Nam thường xuyên từ 1992 để chơi vĩ cầm tưởng niệm tại thôn Mỹ Lai, đạo diễn Trần Văn Thủy bị ấn tượng mạnh và quyết định triển khai tác phẩm tiếp theo với trọng tâm đặt vào câu chuyện của Mike Boehm.
Trần Văn Thủy đảm nhận vai trò biên kịch và đạo diễn cho bộ phim. Phim được quay dưới loại phim 35 mm – định dạng phổ biến với điện ảnh bấy giờ. Trong quá trình làm phim tài liệu, đạo diễn Trần Văn Thủy đã phải đối mặt với nhiều khó khăn. Không chỉ thiếu thốn về mặt kỹ thuật và công cụ làm phim mà những tư liệu sơ sài từ phía Việt Nam về cuộc thảm sát cũng là một trở ngại lớn với ông khi tiếp cận đề tài. Trên thực tế, hầu hết những bức ảnh về sự kiện trong phim đều bắt nguồn từ nguồn tin của truyền thông Mỹ đăng tải ngay sau vụ thảm sát. Chưa dừng lại tại đó, đoàn phim cũng bị ngăn cản khỏi việc ghi hình ngày khai trương Công viên Hòa bình Mỹ Lai, lập nên bởi Mike Boehm, khi đài truyền hình CBS (Mỹ) đã ký hợp đồng độc quyền với tỉnh để đưa những thông tin then chốt về sự kiện. Dù vậy, Trần Văn Thủy vẫn tìm được cách để ghi hình các trường đoạn quan trọng đó bằng nhiều góc quay khác nhau.
Về âm nhạc, Mike Boehm đã sáng tác một bản nhạc cùng tên (1992) và bản nhạc này xuất hiện ở phần đầu cũng như phần cuối của bộ phim. Trong những năm tiếp đó, nhạc khúc này vẫn thường xuyên được ông biểu diễn trong những lần trở về Sơn Mỹ.

## Kiểm duyệt và công chiếu
Thời điểm mới hoàn thành, bộ phim đã không được Cục Điện ảnh duyệt, với lý do phim thực hiện mà không có sự cho phép của Cục. Đích thân các giám đốc Nguyễn Văn Nhân và Lê Mạnh Thích sau đó đã đi mời bằng được bộ trưởng Bộ Văn hóa Nguyễn Khoa Điềm về xem phim và cho ý kiến. Cuối cùng, Tiếng vĩ cầm ở Mỹ Lai được Cục Điện ảnh thông qua.
Năm 1998, bộ phim đã trình chiếu lần đầu trên sóng truyền hình Việt Nam nhân tưởng niệm 30 năm thảm sát Mỹ Lai. Tác phẩm cũng được cho in thành nhiều bản tranh cử liên hoan phim; trình chiếu hội thảo tại quốc tế và Việt Nam, trong đó có Liên hoan phim tài liệu châu Âu – Việt Nam lần thứ 7 dưới dạng phim khai mạc.

## Tiếp nhận
Ngô Phương Lan, Đồng hành với màn ảnh
Bộ phim đã có được phản ứng tích cực từ giới chuyên môn Việt Nam lẫn quốc tế. Nhà phê bình Ngô Phương Lan, viết trong cuốn tiểu luận Đồng hành với màn ảnh, coi Tiếng vĩ cầm ở Mỹ Lai là một "điểm sáng của phim tài liệu" trong những năm cuối thế kỷ 20. Chỉ bằng "mấy bức ảnh tư liệu và một vài nhân chứng sống", nhưng Trần Văn Thủy đã chạm đến vùng sâu thẳm trong tâm can của mỗi người, đó là "lương tri" bằng sự tự nhiên "không có sự gượng ép, không hề nhìn thấy bàn tay sắp đặt của nhà làm phim". Cây bút Barbara Gaerlan của Viện quốc tế UCLA dành lời khen ngợi cho phim trong việc "nhìn lại chương lịch sử đáng sợ này với tính nhân văn sâu sắc". Và với "sự tái hiện nhạy cảm nhưng không hề nao núng" về vụ thảm sát, tác giả ghi nhận đây là lý do khiến bộ phim được "khán giả trên toàn thế giới hoan nghênh".
Cũng phân tích về mặt kỹ thuật của bộ phim, nhà báo Duy Hiển nhận xét tác phẩm vận dụng rất hiệu quả các thủ pháp xây dựng kịch tính qua từng phân cảnh. Ví dụ, Trần Văn Thủy đã tập trung cao độ cho trường đoạn những người phụ nữ thoát chết nhờ sự cứu giúp của lính Mỹ bày tỏ mong muốn gặp lại ân nhân. Và khi sự kiện đó thực sự diễn ra, nó đã đóng vai trò như một "ngòi nổ" được tháo ra khỏi người xem với những cảm xúc hồi hộp, mong đợi. Bên cạnh đó, ông nhận xét đạo diễn còn rất dày công khi xây dựng các trường đoạn tương tự cho Mike Boehm – nhân vật chính của phim – nhằm tạo nên "sự "bùng nổ"", khiến khán giả "vỡ òa cảm xúc".
Bộ phim từng được thử nghiệm và sau đó là chính thức đưa vào hệ thống sách giáo khoa Việt Nam, dưới dạng chuyện kể cho học sinh lớp 5. Cho đến nhiều năm sau, phim vẫn được xem như là tác phẩm tiêu biểu về đề tài Chiến tranh Việt Nam của Điện ảnh Việt Nam. Tiếng vĩ cầm của Mỹ Lai đã xuất hiện trong một tập của chương trình radio Democracy Now!. Chương trình bàn luận về bộ phim cũng như đề cập tới những di sản hậu thảm sát thôn Mỹ Lai.

## Giải thưởng
Vào năm 1999, phim đã được trao giải Bông sen bạc tại Liên hoan phim Việt Nam lần thứ 12, cùng với giải Đạo diễn xuất sắc dành cho Trần Văn Thủy. Cũng trong năm này, Tiếng vĩ cầm ở Mỹ Lai đoạt giải thưởng Con hạc vàng hạng mục Phim ngắn hay nhất (Best Short Film Award) tại Liên hoan phim châu Á-Thái Bình Dương lần thứ 43, tổ chức ở Thái Lan năm 1999. Báo Nhân Dân đã xếp sự kiện phim đạt giải quốc tế vào trong số "10 sự kiện văn hóa Việt Nam năm 1999".
| Năm  | Giải thưởng                                      | Hạng mục           | Đề cử                 | Kết quả      | Nguồn         |
| ---- | ------------------------------------------------ | ------------------ | --------------------- | ------------ | ------------- |
| 1999 | Liên hoan phim châu Á-Thái Bình Dương lần thứ 43 | Phim ngắn hay nhất | Tiếng vĩ cầm ở Mỹ Lai | Con hạc vàng | [ 27 ] [ 29 ] |
| 1999 | Liên hoan phim Việt Nam lần thứ 12               | Phim tài liệu      | Tiếng vĩ cầm ở Mỹ Lai | Bông sen bạc | [ 30 ] [ 31 ] |
| 1999 | Liên hoan phim Việt Nam lần thứ 12               | Đạo diễn xuất sắc  | Trần Văn Thủy         | Đoạt giải    | [ 30 ] [ 31 ] |
| 1999 | Giải thưởng Hội Điện ảnh Việt Nam 1998           | Phim tài liệu      | Tiếng vĩ cầm ở Mỹ Lai | Giải A       | [ 32 ]        |